# Nephopterix ferreotincta
Nephopterix ferreotincta is een vlinder uit de familie van de Snuitmotten (Pyralidae). Deze soort is voor het eerst wetenschappelijk beschreven door George Francis Hampson in een publicatie uit 1912.
De soort komt voor in Sri Lanka.